# Kandhla
Kandhla (o Kandla, Kandhala) è una suddivisione dell'India, classificata come municipal board, di 40.183 abitanti, situata nel distretto di Muzaffarnagar, nello stato federato dell'Uttar Pradesh. In base al numero di abitanti la città rientra nella classe III (da 20.000 a 49.999 persone).

## Geografia fisica
La città è situata a 29° 19' 0 N e 77° 16' 0 E e ha un'altitudine di 240 m s.l.m..

## Società

### Evoluzione demografica
Al censimento del 2001 la popolazione di Kandhla assommava a 40.183 persone, delle quali 21.061 maschi e 19.122 femmine. I bambini di età inferiore o uguale ai sei anni assommavano a 7.838, dei quali 4.074 maschi e 3.764 femmine. Infine, coloro che erano in grado di saper almeno leggere e scrivere erano 15.736, dei quali 10.059 maschi e 5.677 femmine.